# Аеровагон

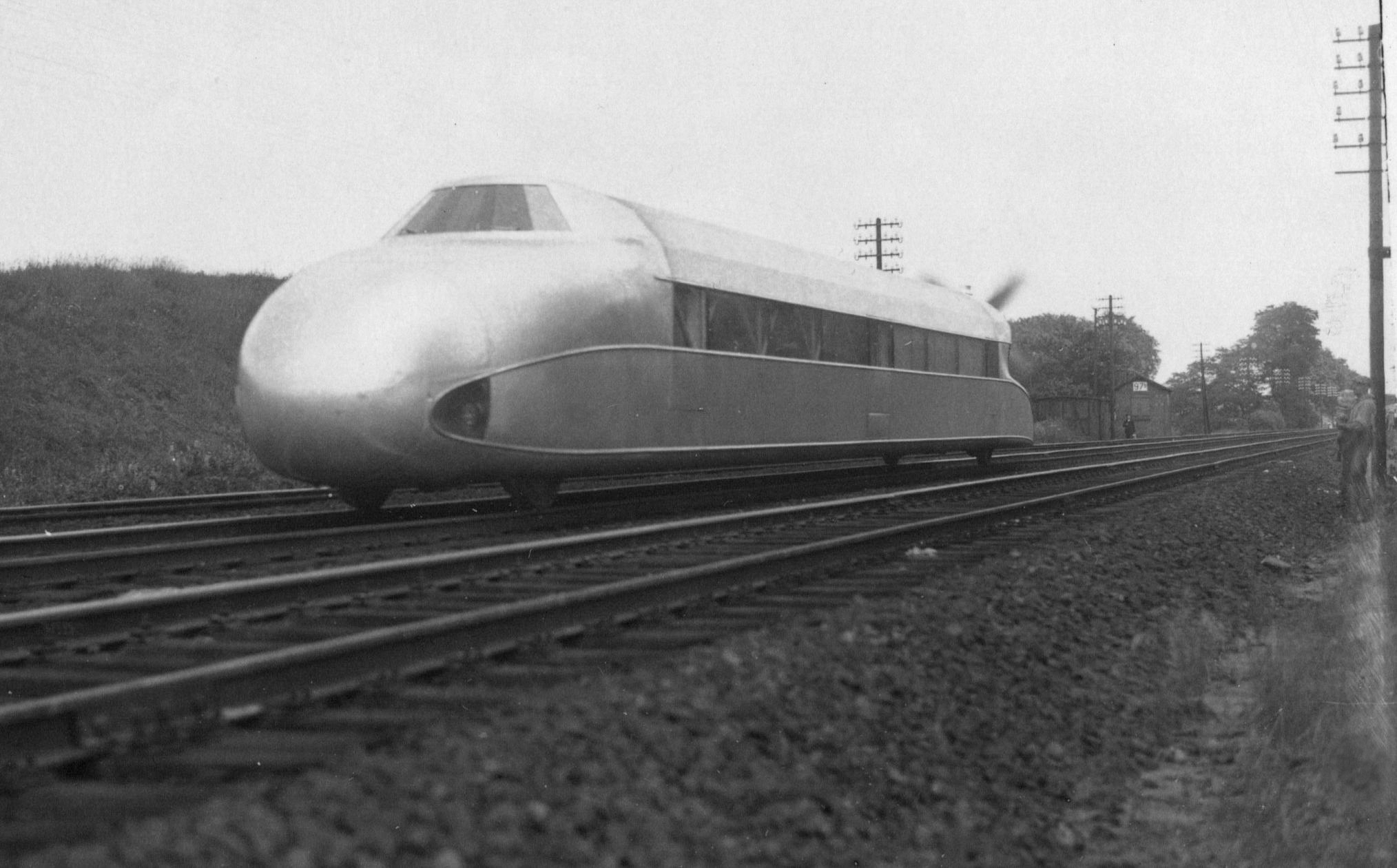
Аеровагон Крукенберга («Schienenzeppelin»)

Аеровагон (аеродрезина) — швидкісний залізничний вагон, в якому як рушій використовувався повітряний гвинт авіаційного типу. Може розцінюватися як окремий випадок автомотриси.

## Історія
Перша аеродрезина, «Дрінгос» була створена в Німеччині в 1917. Співвітчизники поставилися до пристрою вкрай скептично і проєкт закрили, а «Дрінгос» переробили у звичайну дрезину.
Перший аеровагон у Росії був побудований інженером В. І. Абаковським в 1921 для забезпечення поїздок керівників партії та уряду. То була дрезина, забезпечена мотором і дволопатевим гвинтом. Розвивав швидкість до 140 км/год. Під час Третього конгресу Комуністичного Інтернаціоналу за участю делегатів з Європи, який проходив у Москві, керівництво країни вирішило похизуватися власними досягненнями і запланувало ознайомити іноземців з роботою вугільного басейна під Тулою. У ході повернення делегації 24 липня 1921 біля міста Серпухов сталася катастрофа, в якій загинули 7 з 22 пасажирів: сам винахідник, революціонер Федір Сергєєв (Артем), більшовики Джон Фріман і Джон Вільям Хьюлетт, німецькі комуністи Оскар Гельбрюк і Отто Штрупат; усі вони поховані біля кремлівської стіни.
Надалі до ідеї аеровагона знову звернулися в Німеччині, де побудований в 1930 аеровагон системи Крукенберга (з авіаційним двигуном, чотирилопатевим гвинтом і обтічним алюмінієвим корпусом) розвивав швидкість 230 км/год. У США в 1966 M-497 «Black Beetle» і в СРСР (швидкісний вагон-лабораторія) в 1970-х рр. випробовувалися також швидкісні вагони-прототипи реактивного поїзда з турбореактивними двигунами.
У цілому використання повітряного гвинта на залізниці поширення не знайшло. Рушій був занадто гучним і небезпечним для оточення, вихори від гвинта руйнували залізничне полотно. Тому попри визнання справа далі, крім побудови єдиного дослідно-демонстраційного зразка, жодного разу не заходила.